# スーパーアグリF1チーム
スーパーアグリF1チーム（Super Aguri F1 Team）は、2006年から2008年シーズン途中までF1に参戦していたコンストラクター。略称はSAF1。創設者は、日本の元レーシングドライバー・鈴木亜久里。

## 概要

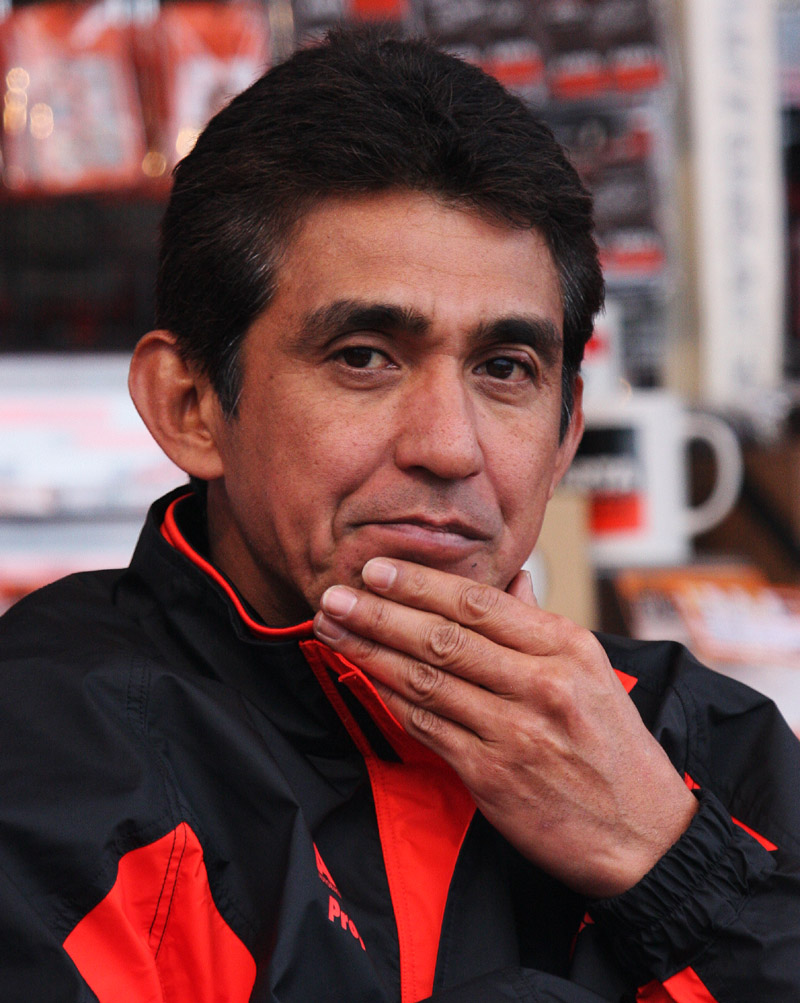
創設者 鈴木亜久里（2008年）

2005年に元F1ドライバーの鈴木亜久里により発足。ホンダから技術面・資金面のバックアップを受け、2006年シーズン開幕戦よりF1参戦を開始した。初年度は準備不足もあり入賞なしに終わったが、2年目の2007年第4戦スペインGPで佐藤琢磨がチーム初ポイント（8位・1ポイント）を獲得。さらに第6戦カナダGPでも佐藤がポイントを獲得し（6位・3ポイント）、低迷を続けるホンダF1をコンストラクターズポイントで一時上回る健闘を見せた。
しかし発足当初から資金不足に悩まされ続け、メインスポンサーとして獲得したSS UNITED GROUPのスポンサー料金未払い問題、マグマグループとのチーム売却交渉の破談といったトラブルが重なり、2008年第5戦トルコGPを前にした2008年5月6日に鈴木代表が東京のホテルにてF1撤退の記者会見を行い、活動を休止した。

### 純日本チーム
日本の独立系F1コンストラクターとしては、1970年代のマキやコジマという先例があるが、レギュラー参戦したのはスーパーアグリが最初となる。チーム所在地を東京都港区にある「株式会社エー・カンパニー」（鈴木のマネジメント、ブランド展開を行う会社）の住所で登録し、主要構成要素である車体製造者（スーパーアグリ）・エンジン製造者（ホンダ）・タイヤ供給者（ブリヂストン）・レギュラードライバー（佐藤琢磨・井出有治）の全てが日本国籍であるなど「純日本チーム」であることをアピールした。
しかし、実際には全てが日本国籍であった訳ではなく、実働部隊の拠点であるファクトリーはイギリスのオックスフォード州リーフィールドに置かれ、エンジニア、メカニックの大半は外国人で、テストドライバーに関してもイギリス人のアンソニー・デビットソンと、後年日本を拠点に活動することになるジェームス・ロシターの2人であり、レギュラードライバーもシーズン途中でフランス人のフランク・モンタニーに交代している。もっとも、国籍問わずチームスタッフの士気は非常に高く、多くの逸話が残されている。
参戦当初はマシンの車体に"Born in Japan"の文字が掲げられていたが、その後そのスペースにはスポンサーのロゴが入れられた。上記2007年スペインGPでの入賞はファーストドライバーである佐藤琢磨によって達成されており、「純日本体制」による初の快挙となった。

### 活動拠点・スタッフ
2001年までプロストテストチームの英国施設であり、2002年までアロウズ（トム・ウォーキンショー・レーシング、TWR）のヘッドクオーターであったイギリスの「リーフィールド・テクニカル・センター」にスーパーアグリF1株式会社が設立され、実働部隊の本拠地とされた。アロウズの破産後は米国の富豪ジョン・メナードが施設を管理しており、スーパーアグリの使用はリース契約に基づくもので、同施設内には相当数の企業が同居していた。
2006年前半の段階では、将来的にはホンダが所有するブラックレーのファクトリーの北方向近隣に新ファクトリーを建設する予定とのアナウンスもなされていたが、同年メル・コンポジットによる新工場の増設と、スーパーアグリF1株式会社によるコンポジット施設の一部買収による新会社の設立に伴い、2008年末までのリース契約の延長がなされた。
なお、その他の連動する拠点として、基本設計を供給するコンサルタント企業として、シルバーストーン・イノベーション・センター内のポール・ホワイトが率いるPeejayuu Limitedがあり、ベン・ウッドの率いる空力部門はサリーに所在するとされていた。
スタッフもマネージング・ディレクターのダニエル・オーデットやテクニカル・ディレクターのマーク・プレストンを筆頭に、元アロウズのTWR系メンバーを中心に構成されていた。オーナーの鈴木亜久里も元アロウズのドライバーである。
| 役職                 | 氏名                                    | 備考                        |
| -------------------- | --------------------------------------- | --------------------------- |
| CEO                  | 鈴木亜久里                              | 元アロウズドライバー        |
| General Manager      | ダニエル・オーデット                    | TWR系                       |
| Team Manager         | Mick Ainsley-Cowlishaw                  | TWR系                       |
| Operational Director | Kevin Lee                               | TWR系                       |
| Financial Director   | Wayne Humphries                         | TWR系                       |
| Sporting Director    | Graham Taylor                           | TWR系                       |
| Technical Director   | マーク・プレストン                      | TWR系                       |
|                      |                                         |                             |
| Engineering Director | マーク・エリス (2007-2008)(SA07, SA08A) | プロドライブ系 (HRF1に在籍) |

| マーク・プレストン   | Mark Preston       | チーフ・テクニカル・オフイサー | former Arrows engineer                                                         |
| ピーター・マックール | Peter McCool       | チーフ・デザイナー             | former Reynard designer                                                        |
| イアン・トムソン     | Ian Thomson        | コンポジット・デザインのヘッド | former Ferrari composites specialist                                           |
| ロブ・ニューマン     | Rob Neumann        | シニア R&D/CFD エンジニア      |                                                                                |
| ベン・ウッド         | Ben Wood           | チーフ・エアロダイナミシスト   |                                                                                |
| グラハム・テイラー   | Graham Taylor      | チーフ・レースエンジニア       | former 2001, 2002：Arrows race engineer                                        |
| ジェリー・ヒューズ   | Gerry Hughes       | #22 レースエンジニア           | former Williams touring car team, Prodrive, Jaguar F1, Jordan, Red Bull Racing |
| アントニオ・クケレラ | Antonio Cuquerella | #23 レースエンジニア           | former SEAT Sport European Touring Car team                                    |
| トリグベ・ランゲン   | Trygve Rangen      | R&D テクニシャン, エンジニア   |                                                                                |

## 歴史

### チーム設立までのいきさつ
鈴木はかねてより30歳までにF1ドライバーになり、35歳で引退し、45歳までに自分のF1チームを持つという目標を抱いていた。1997年より国内ではARTAプロジェクトを運営し、2003年よりアメリカのIRLに「スーパーアグリ・フェルナンデス・レーシング」として参戦しながら、F1進出の機会を探っていた。
2005年2月に鈴木は、ホンダに、B・A・Rチーム株式の一部の買収によるチームの共同運営の話を持ちかけた。当時のB・A・Rは、チーム株の45%をホンダが、残りの大半をブリティッシュ・アメリカン・タバコ（BAT）が持っていたが、2006年のタバコ広告禁止によりBATの撤退が予想されていたことから、鈴木の提案は、技術部門をホンダが受け持ち、鈴木のマネジメント会社であるエー・カンパニー（後のスーパーアグリ運営会社）が、日本におけるプロモーションやスポンサー活動を担当する内容であった。
当時、国内外でレース活動を急拡大させ、元F1ドライバーのジャン・アレジとの接触などが話題となっていたディレクシブが、鈴木のF1参戦を支援したいとの意向を示していたため、その資金でB・A・Rの株式買収を行う予定であった。しかしディレクシブのバックグラウンドが明確でないこともあり、7月に、ホンダはこの提案を受け入れられないとの意向を示し、ホンダ・レーシング・ディベロップメント (HRD) の和田康裕は、鈴木にミナルディの買収を持ちかけた。ディレクシブが突然活動を停止したことや、既にレッドブルとゲルハルト・ベルガーがミナルディと交渉していたことなどから、双方の提案を受け入れられなかった。
最終的に、鈴木はチームを一から設立するという方法をとる。近いうちにカスタマーシャーシの使用が解禁される見込みがあり、新規参入競争が始まる前に参戦枠を確保する必要があった（2005年には2つの空き枠があったが、スーパーアグリの参入後に行われた2008年シーズンのエントリー選考では、残り1枠を11の新チームが争った）。
鈴木は8月に、かつてラルース時代に、当時エンジン提供元だったランボルギーニのマネージャーを務めていたダニエル・オーデットに連絡を入れ、協力を要請した。オーデットはメナード・エンジニアリング社に所属しており、同社が所有していたリーフィールドの工場をオーデットが仕切っていたことも関係していた。9月16日に渡英し、リーフィールドのファクトリーでオーデットと話し合いを重ねた後、28日に再び渡英し、オーデットが集めたスタッフを含めた話し合いを行った。
当初はホンダから、2005年のB・A・R 007か2006年のホンダ・RA106の知的財産権を譲渡してもらうつもりだったが、コンコルド協定により使用できないことが判明し、10月25日に、シャーシを提供できないとホンダから伝えられた。
スーパーアグリは、2002年をもってF1から撤退したアロウズのA23をベースとしたマシンを使用することになった。

### エントリー承認まで
2005年10月4日、日本GP前の記者会見において突如ホンダが
- 新チーム立ち上げ・参戦の動きがある
- そのチームにエンジンを供給する用意がある
- B・A・Rからの離脱が決定していたドライバーの佐藤琢磨が、そのチームからオファーを受けていること

を発表した。この「11番目のチーム」を巡って童夢や中嶋悟（中嶋企画）、鈴木（ARTA）などの憶測が飛び交ったが、日本GPの時点では鈴木は噂を否定した。その後、11月1日に鈴木が東京のホンダ本社で記者会見を行い、国際自動車連盟 (FIA) に対して「スーパーアグリ・フォーミュラ1（SUPER AGURI Formula 1）」の名称で新規エントリー申請を済ませたことを発表し、ホンダの発表がこれを示していたことが明らかとなる。
しかし、12月1日にFIAが発表した2006年度のエントリーリストに、同チームが掲載されなかった。当初「書類申請上の不備」と発表されたが、実際にはエントリーに必要となる供託金4,800万ドル（約55億円）を、支払期限までに用意できなかったことが原因であった。
FIA会長のマックス・モズレーが、供託金を支払えるならばレイトエントリーを認める意向を示した。これを受けてチームは、再申請のために他10チームからの合意を年内に取り付け（12月21日にミッドランドが合意して、全チームの合意を得た）、同時進行で供託金の支援を受けるために、ソフトバンクと交渉をすることになった。同社会長の孫正義から供託金の支払いを確約されるが、スポンサーシップを巡る解釈の相違によって交渉は破綻した。
供託金準備に関しては、鈴木の友人であるサマンサタバサジャパンリミテッド当時会長の寺田和正の助けを元にあおぞら銀行からの融資を受け、供託金を支払った結果、レイト・エントリーの締切前日である2006年1月26日に、FIAからエントリーが認められた。また寺田は、サマンサキングスとしてチームスポンサーにも就いている。
2006年シーズン開幕前の2月10日付の日本経済新聞に、「亜久里ジャパン出陣」と銘打った全面広告を掲載した。翌2月11日には、同日にオープンした表参道ヒルズ近くの特設会場にてF1参戦記念イベントを開催するなどのキャンペーンを実施して、日本国内における認知度向上を図った。
なお、コンコルド協定において「Formula 1」の登録商標をチーム名に使用する場合には使用料が求められるため、2006年3月24日に「スーパーアグリF1チーム」へのチーム名変更、ならびに新ロゴマークを発表し、これを回避した。

### 2006年シーズン

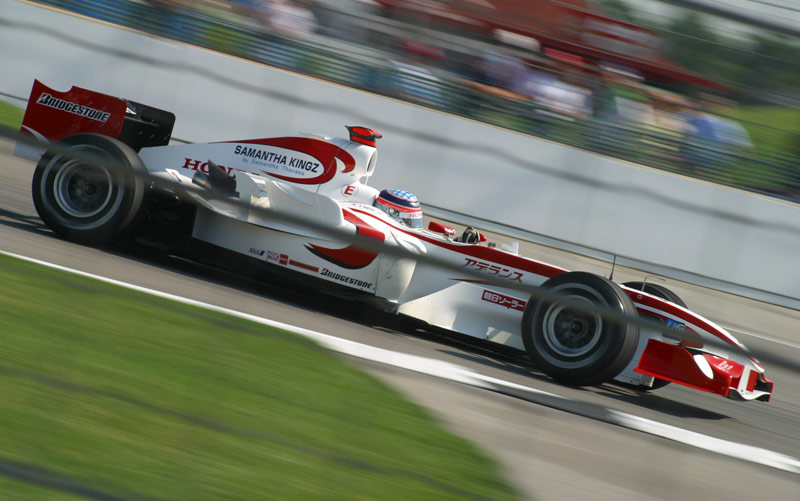
SA05（2006年アメリカGP）

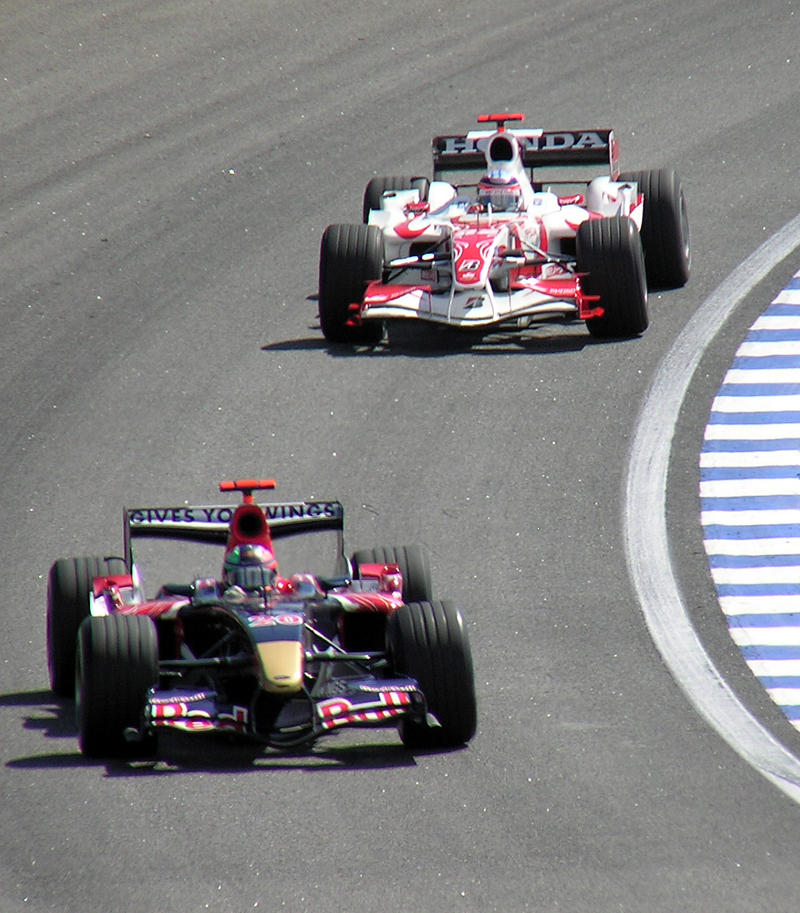
SA06B（2006年ブラジルGP）

ドライバーは佐藤琢磨と井出有治の日本人コンビで、タイヤはブリヂストン、エンジンはホンダV8、さらにサマンサタバサやオートバックス、ENEOSなど多くの日本企業のスポンサーがつくという、「オール・ジャパン」として華々しく体制をアピールしたが、慢性的な資金不足を抱えたままシーズンに挑むこととなった。
開幕戦バーレーンGPまでに、デビュー用のマシンであるSA05を完成させ、F1参戦が実現した。一方でチームは、SA05の製作と並行して新車かつ本命のSA06の開発に注力しており、SA05はSA06完成までのつなぎマシンであったため、他チームのマシンに比べ、SA05の戦闘力及び信頼性は相対的に低かった。また、マシン単体でも以下の問題があった。
- ベースシャシーは4年落ちのマシンであるアロウズ・A23であり、基本設計はV10エンジンを前提にした2002年当時の設計の流用なうえ、十分な研究ができないまま再設計されたため、重心が高くなっている点も含めたマシンバランスがかなり悪かった点。
- マシンの完成が遅れたことにより、シーズン前のテストが実質3日間しか実施できなかった点。

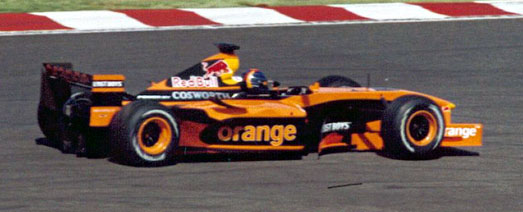
2002 A23
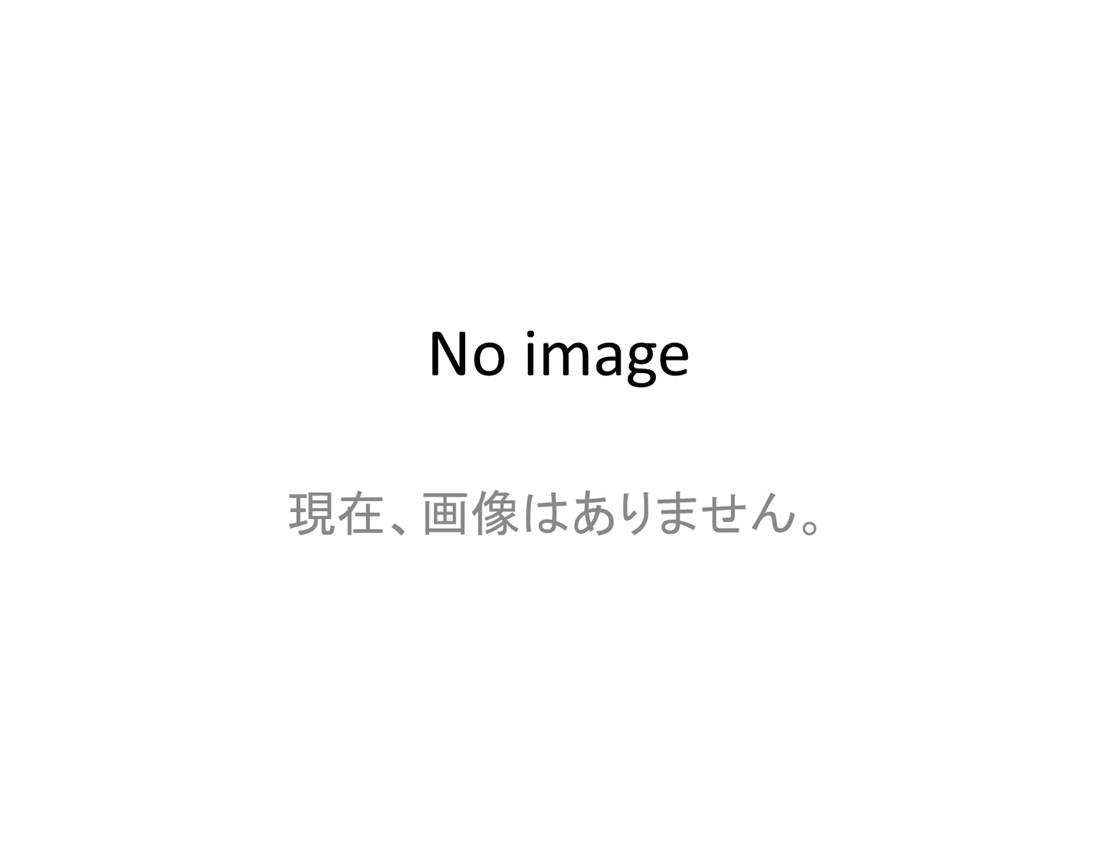
2003 ミナルディ・PS04
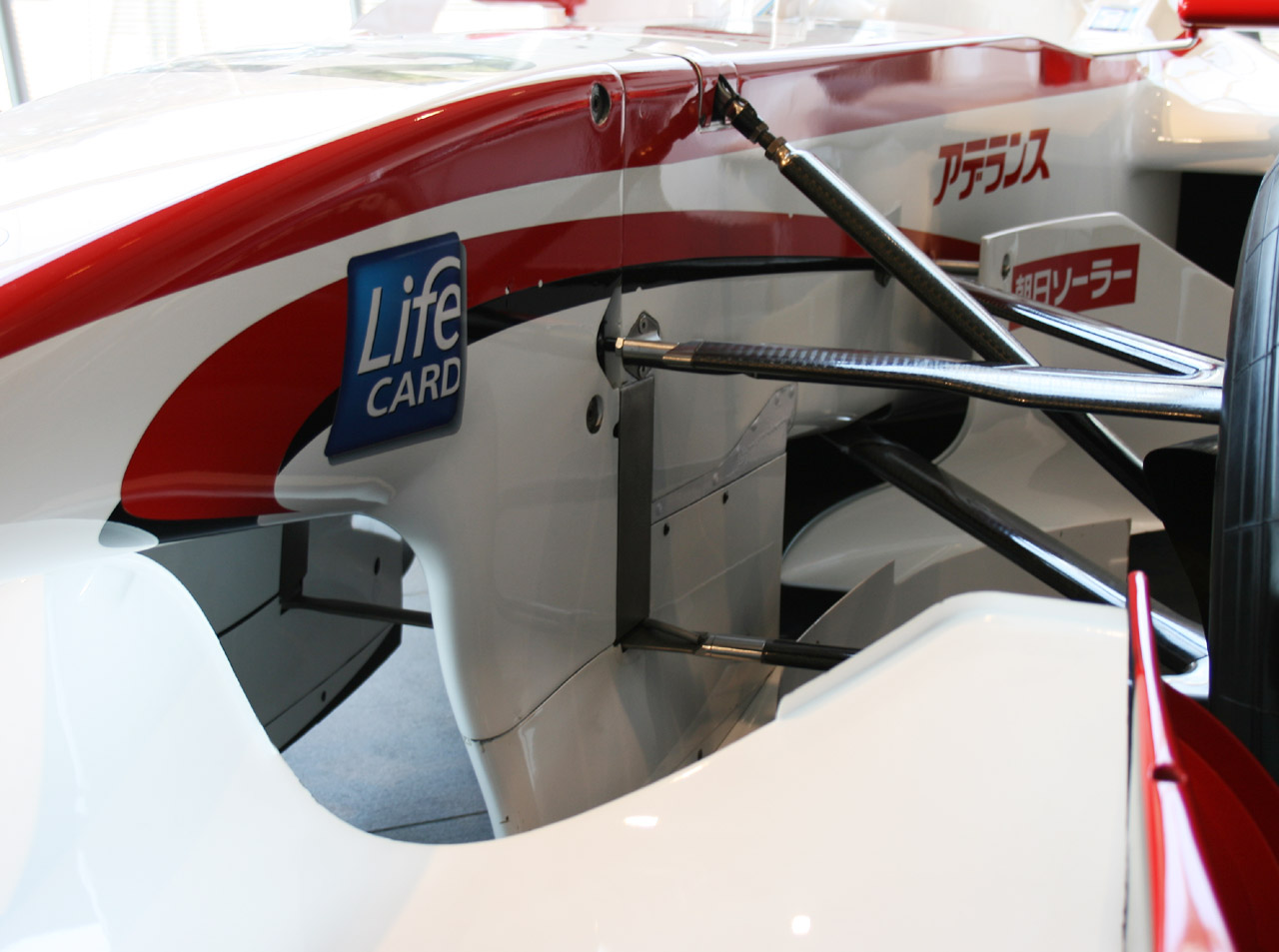
A23 (ツインキール)→ SA05

井出は第4戦サンマリノGPでの接触事故によりスーパーライセンスを取り消され、第5戦からフランス人のフランク・モンタニー、第12戦から山本左近を起用した。
第12戦ドイツGPでSA06がデビュー。さらに第14戦トルコGPには、改良型のBスペック (SA06B) を投入した。
初年度のスポンサー獲得活動は、広告代理店の電通にスポンサー獲得を依頼し、仲介手数料を支払う契約だった。また、電通が結果的にこの年のチームの活動資金の大半を肩代わりしたものの、大口スポンサーを獲得できず、電通は同年限りで撤退した。
電通との提携終了に伴い、日本企業の小口スポットスポンサーも同年のみで撤退する企業が多く、サマンサタバサやオートバックスセブンなど鈴木の個人スポンサーや、アサヒ飲料など佐藤琢磨が持ち込んだ個人スポンサーは残留したものの、慢性的な資金不足に拍車がかかる状況となった。

### 2007年シーズン

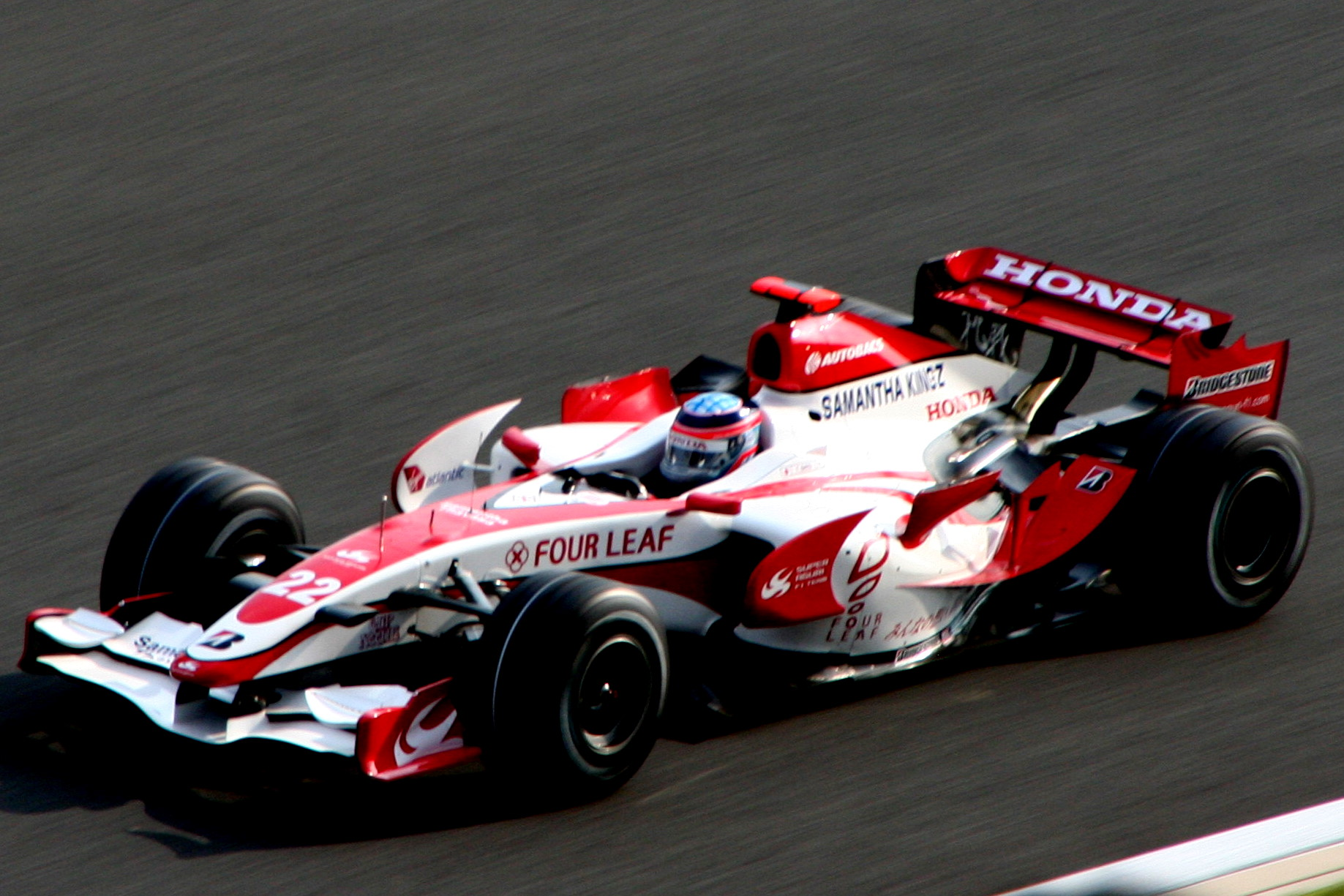
2007年日本GP

本田技術研究所と協力して製作された新型マシンのSA07を導入したものの、ウィリアムズやスパイカーなどのチームは、SA07がコンコルド協定に違反する「カスタマーシャシー」であると主張した。
スパイカーは開幕戦オーストラリアGPの予選直後に異議申し立てを行い、その後提訴に踏み切った。当時は係争中となったものの、レースへの参加はFIAによって認められており、ドライバーズポイントは有効とされた。コンストラクターズポイントの有効性については裁判の結果を以って判断が下される予定であったが、判決が出るまでには時間がかかることなどから、アメリカGP中のミーティングにて、バーニー・エクレストンから『該当する下位3チームはシーズン終了後に受け取るであろうTV放映権利等、分配金をプールし、平等に分け合う』という調停案が提示されたが、マクラーレンのスタッフがフェラーリのスタッフより機密情報を不正に入手したとして、マクラーレンのコンストラクターズポイントならびにチーム成績が全て無効となったことで同チームの最下位が決定し、スパイカーF1も分配金を享受できるようになった。
シーズン開幕時には、ばんせい証券からの紹介で、香港に本拠地を置く自称石油商社・SS UNITED GROUPを初の大型スポンサーとして獲得し、マシン側面やウィングなどにロゴを掲出したが、同社はペーパーカンパニーであり、一度もスポンサー料が支払われることはなかった。チーム側はマシンへのロゴ掲出を続けることで契約を履行する方針をとっていたが、2007年日本GPでロゴの掲出を辞め、ウェブサイトからもリンクが削除された。
チーム側はスポンサー料滞納で民事訴訟の提起を検討していたが、F1撤退後の2010年にばんせい証券は鈴木亜久里らに、スーパーアグリへの立替金16億2,600万円の返還を求める民事訴訟を起こした。東京地裁は「資金を出す気のない企業とスポンサー契約を結ばされ、だまされた」とする鈴木らの主張を退け、原告であるばんせい証券（当時・ばんせい山丸証券）の訴えを100%認め、鈴木に対し全額返済と、ばんせい証券との財務アドバイザリー契約料を加えた16億7,000万円の支払いを命じた。

### 2008年シーズン

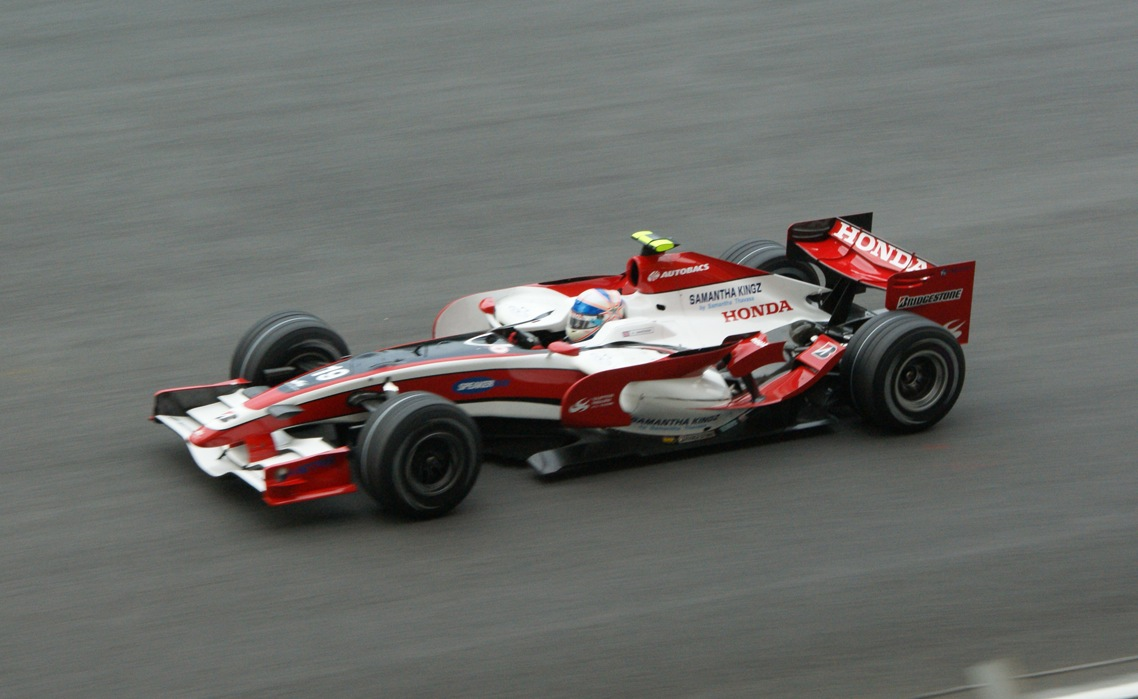
2008年マレーシアGP

シーズンオフのテストでは、ホンダの使用していたRA107をベースに独自改良を施した暫定シャーシ（SA07B）でテストを行っていたものの、資金調達問題や、ホンダとの技術提携の交渉が難航し、ホンダからの申し入れで暫定シャシーの使用が不可能になったことで、2008年1月以降のテストが行えない事態になった。本田技術研究所の協力の下で作られた2008年用のシャシーであるSA08Aも、FIAのクラッシュテストに合格したものの、上記の理由でテストに使用することが出来なくなった。
テスト欠席を続ける中、鈴木は財政状況改善のためのチーム株式売却交渉を進め、2008年シーズン開幕週になりイギリスの自動車産業コンサルタントであるマグマ・グループがチームを取得すると発表された。マグマ・グループはウルトラ・モーティブ（元TWRの自動車コンサルティング部門）を傘下に収めており、代表のマーティン・リーチは、イギリス・フォード勤務時代にホンダF1チームCEOのニック・フライと同僚だった。体制としては、チーム代表の鈴木をはじめ、テクニカルパートナーのホンダ、佐藤琢磨とA.デビッドソンのドライバー陣すべてが継続と発表された。詳細は未発表のままだったが、チーム株式の過半数以上もしくは100％を売却すると見られていた。

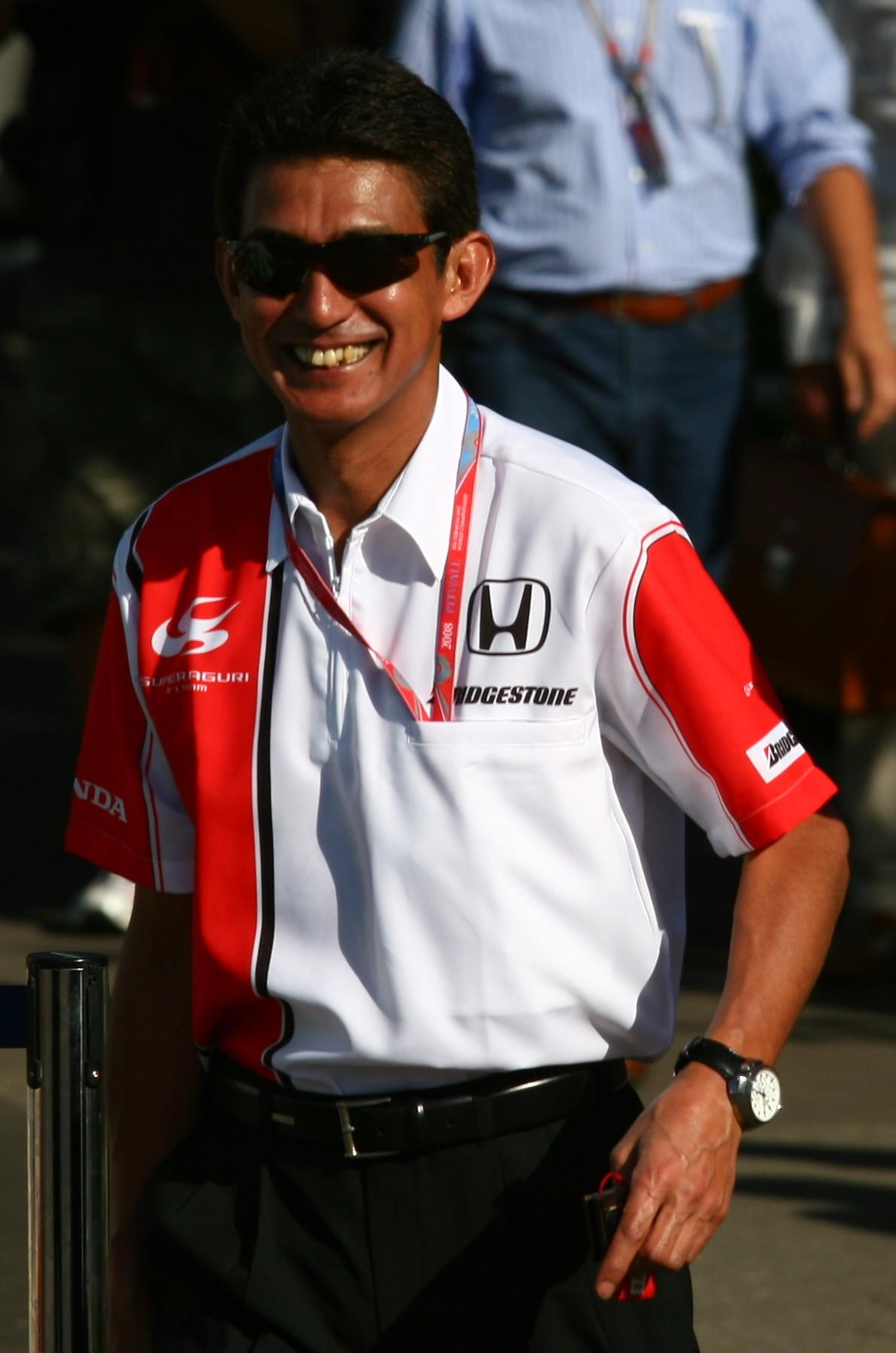
当時の鈴木亜久里（2008年）

しかし、前述のマグマ・グループにスーパーアグリ買収の資金を拠出する予定だったドバイ・インターナショナル・キャピタルが、資金拠出を断念すると発表した。一度はホンダも加わったチーム再建計画の報告で再度交渉が始まったものの、スペインGP直前に完全に資金拠出の白紙化を通告した。一旦はホンダが支援することによりスペインGPに出走し、その後チームはドイツの自動車パーツ製造企業・ヴァイグル・グループとの共同声明を発表し、チーム売買の最終段階にあると発表した。
これにホンダF1チーム（実際表に立って話したのはCEOのフライ）は異議を唱え、「ヴァイグル・グループの規模では、裏にスポンサーなどがいなければ十分なチーム再建に向けてF1チームを所有することは不可能である」とした。一部報道では、スーパーアグリの抱えるホンダからの、エンジン等供給代を含む借入金を、マグマの場合は一括返済、ヴァイグルの場合は3年分割返済という計画であったとされている。
2008年5月6日、鈴木は会見を開き、4月27日に終了したスペインGPを以っての、F1からの撤退を発表した。

## 撤退後
スーパーアグリの資産は、競売にかけられ、そのほとんどが、ドイツのツールデザイン兼製造会社のフォームテック社が購入。リーフィールドのファクトリーなどを手に入れている。チームはその後、2008年7月7日に正式に破産宣告を受けた。
2009年に入り、FIAが予算制限のレギュレーションを発表した際、亜久里が「体力的に可能であれば、F1に戻りたいのは確かだ」との発言を行ったことが明らかとなったが、後にエーカンパニー代表でスーパーアグリの共同オーナーであった秋田史はその報道を否定した。
なお、競売にかけられた資産を手に入れたフォームテックは、2010年のF1参戦を「ブラバムグランプリ」（会社名はブラバムグランプリリミテッド）として申請した。しかし、名称使用権は保有しているものの、ブラバム家から訴訟を起こすと声明を出され、肝心のF1参戦もFIA発表の「2010年F1世界選手権エントリーリスト」には登載されなかった。
その後鈴木亜久里はチーム・アグリを率い2014-15シーズンおよび2015-16シーズンのフォーミュラE選手権に参戦した。

## ドライバー

### 2006年
当初の体制

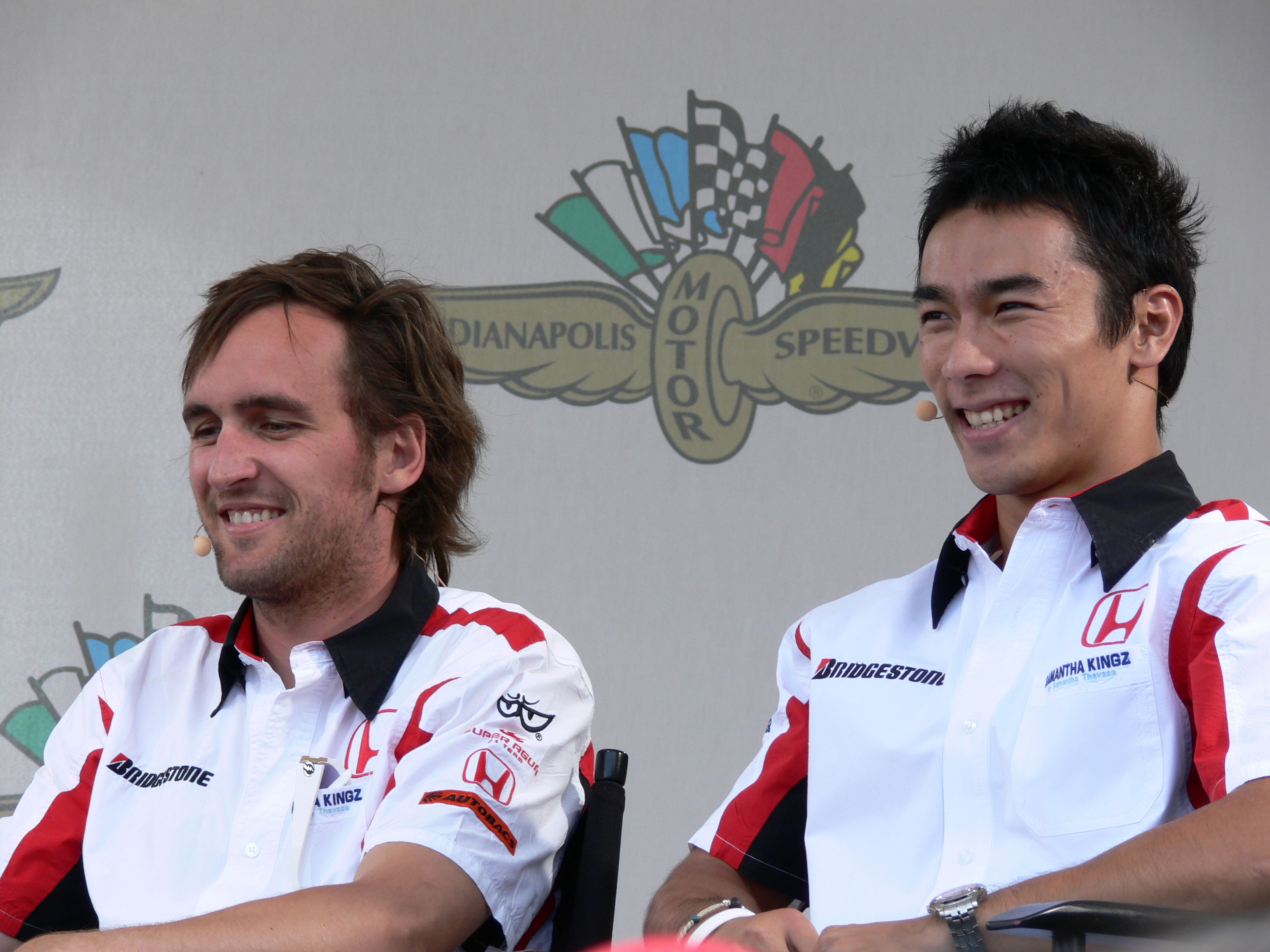
フランク・モンタニー & 佐藤琢磨（2006年）

2006年のドライバーは、当初の経緯から佐藤琢磨の起用は確実視されていた。もう1人のドライバーについては、純日本チームという観点からARTAのドライバーでもある井出有治の起用が有力視されていたものの、チームからは日本とヨーロッパ、アメリカのドライバーと交渉しているという発表があったこと、およびスポンサー関係を考慮すると2人とも日本人ドライバーにはならないのではないかと危惧されていた。
しかし、2月15日に佐藤と井出の起用が決定したという正式発表がなされた。レギュラードライバーがいずれも日本人というのはF1史上初のことである。
またリザーブ（控え）ドライバーについては、開幕3戦目までの限定契約という形で、2005年にルノーのテストドライバーを務めていたフランス人のフランク・モンタニーが務め、4戦目以降のリザーブに関しては、ホンダF1のリザーブ・テストドライバーのアンソニー・デビッドソン、ジェームズ・ロシター、アダム・キャロルなどが候補に挙げられたが、ホンダが彼らのドライブを許可しなかったため、4戦目以降はリザーブドライバー無しで戦っていくものと思われていた。
FIA勧告によるドライバー交代
しかし大半の予想に反して、チームは第5戦ヨーロッパGPにおいてサードカーを走行させることを発表、サードドライバーはモンタニーが務める予定であった。
ところがチームに対してFIAから「井出がF1でのスキルを向上させるために必要な走行距離を金曜のフリー走行で作るべきである」との勧告が通達される。
これを受けてチームは井出を第3ドライバー、モンタニーをレースドライバーに変更したが、その後「フリー走行についても井出は出走させるべきでない」との勧告が通告された事や、マシンに余裕が無いことからヨーロッパGPでのサードカー走行を断念した。
さらにヨーロッパGP終了後、5月10日に井出のスーパーライセンス剥奪が決定される。
チームは井出をテストドライバーとして残し、復帰の道を模索したが
- スーパーライセンスの再交付には全チームの合意が必要となるが、ほとんどのチームが反対の意向を示した
- SA06登場までテスト予定がないことから走行マイルを稼ぐことができなかった

などの理由から復帰は困難となった。
その後7月に井出はフォーミュラ・ニッポン、SUPER GTなど日本国内のレースに参戦したが、いずれも「スーパーアグリからのレンタル」という形態を取っており、契約はシーズン終了まで継続された。
チームはモンタニーとモナコGPまで正ドライバーとして契約し、その後のドライバーに関しては多くの関係者と議論を重ねた上で決定すると発表した。このことから新たな日本人ドライバーの起用も予想されていたが、チームはモンタニーとの契約をアメリカGPまで延長する。ヨーロッパGPからサードドライバーを走らせる予定が狂ってしまっていたが、イギリスGPより山本左近を起用し、ようやくサードカーを走らせることとなった。
山本の契約は当初アメリカGPまでであり、モンタニーとの契約もアメリカGPまでであったが、モンタニーの母国GPでレギュラードライバーからサードドライバーに降格させることは酷であること、新車SA06は予定が遅れドイツGPからの投入見込みとなったことから、フランスGPはそれまで通りセカンドドライバーにモンタニー、サードドライバーに山本として戦い、ドイツGPより山本をセカンドドライバーに昇格させた。なお、モンタニーは2006年シーズン終了までリザーブ＆開発ドライバーとしてチームに残留し、2007年はテストドライバーとしてトヨタへ移籍した。

### 2007年

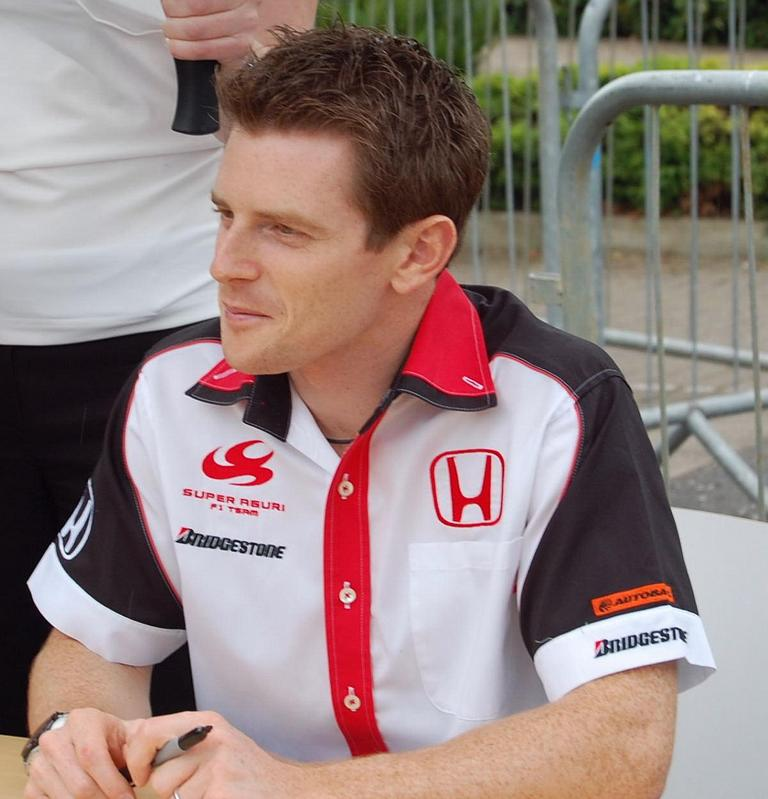
アンソニー・デビッドソン（2007年）

2007年シーズンは佐藤はチームに残留し、チームメイトにはホンダのサードドライバーを務めたアンソニー・デビッドソンが加入することが発表された。リザーブ兼ファーストテストドライバーには2006年F3ユーロシリーズに参戦していたオランダ人ドライバーのギド・ヴァン・デル・ガルデを起用、セカンドテストドライバーには2006年後半にレースドライバーを務めた山本左近が残留。山本は同時にGP2に同時参戦することが明らかとなった。
しかし、2月1日付けのスパイカーF1チームのリザーブドライバーラインナップにヴァン・デル・ガルデがセカンドテストドライバーとしてラインナップされていることが明らかになり、物議を醸した（詳しくはギド・ヴァン・デル・ガルデを参照）。この「二重契約」問題によりヴァン・デル・ガルデは実質上チームを離脱。これに伴い、山本がファーストテストドライバーに昇格するのではという憶測も流れたが、5月14日にホンダのテストドライバーを務めていたジェームズ・ロシターをファーストテストドライバーに起用することをチームが発表し、山本は当初の予定通りセカンドテストドライバーとなった。
同年7月26日、スパイカーがクリスチャン・アルバースに代わるレギュラードライバーとして、山本左近を起用することを発表し移籍した。

### 2008年
チームの財政状況から、インド・スパイスグループからの支援を受ける代わりにナレイン・カーティケヤン起用を受け入れる、つまりはデビッドソンの降格・離脱の話がオフの間は取り沙汰されたが、最終的には2007年シーズンと同様、2008年も佐藤とデビッドソンのドライバーラインナップで参戦することが発表される。

## シャーシ

### SA08A
2008年に関しては、カスタマーカー供給を受けてもコンストラクターとして認められる条項が追加されたコンコルド協定が決まれば、ホンダよりワークスと同等のシャーシ供給を行うことをホンダ側よりコメントが行われた。
2007年11月12日から3日間カタロニアサーキットで行われた合同テストでは、ホンダF1で使われていたRA107に酷似したマシンを「SA07B」として使用した。2008年序盤戦では、12月のヘレスや2月のヘレスのテストで使われた「SA07B」とほぼ同じと見られるRA107のフロント部とRA108のリア部分を合わせた「SA08A」を使用した（開幕戦リリースから呼称が変更されている）。

## スポンサー
参戦の経緯や状況・方針からスポンサーも日本企業を中心に募っていた。2006年に広告代理店の電通との提携を開始した。電通はスポット契約や現物支給である小口の日本企業を持ってきたものの、大口スポンサーの獲得には全く貢献しないばかりか、少額の小口スポンサーからも多額の代理店手数料を徴収したこともあり、わずか1シーズンで電通との提携は終了することとなった。なお電通との提携終了とともに同社を通してのスポンサーとの契約も終了した。
2007年以降は中規模の証券会社のばんせい山丸証券の仲介により新たなスポンサーを募ったが、電通と同じく結局は大きなスポンサーを獲得することはできなかった。そればかりか、実体のない企業（SS UNITED GROUP）を紹介されたり、SS UNITED GROUPの契約不履行への打開策で受けた提案が非現実的な｢ロータスの買収｣であるなど、ばんせい証券との関係がチーム撤退の最大の原因となった。
以下のスポンサーには現物支給のみの企業も含む。

### 撤退時にスポンサーだった企業
- ホンダ
- ブリヂストン
- サマンサタバサジャパンリミテッド（サマンサキングズ）
- ENEOS
- オートバックス
- SEIKO
- NGK
- タカタ
- RODAC：マシン製造・メンテナンス工具の提供
- SPEAKERBUS：レース用インターコムシステムの提供
- METRIS：ハイテク測量システムの提供
- キノトロープ：Webサイト制作
- プロキシム・ワイヤレス：無線ネットワークシステムの提供
- NEXSAN
- WINCANTON PRINT
- OMP：ドライバーやクルーのスーツ・グローブ・ブーツなど提供
- BGN
- EACS
- MATALAN
- フジテレビ（ジャンクSPORTS）：（2006年 第4戦サンマリノGP～第7戦モナコGP・第12戦ドイツGP・2007年第4戦スペインGP・第15戦日本GP（佐藤琢磨のマシンのみ）にて、ノーズにロゴが貼られた。チーム設立当初よりフジテレビとして様々な協力やサポートを行っていたとみられる）

### 過去のスポンサー
- BERIK：（2006年 テスト～同年 シーズンオフ）
- モバイルキャスト：（2006年 第1戦バーレーンGP～同年 第7戦モナコGP）
- アサヒ飲料（SUPER H2O）：（2006年 第1戦バーレーンGP～同年 シーズンオフ、佐藤琢磨の個人スポンサーは継続）
- ライフカード：（2006年 第1戦バーレーンGP～同年 シーズンオフ、提携クレジットカードの発行は2007年6月18日まで継続）
- 全日本空輸：（2006年 第1戦バーレーンGP～同年 シーズンオフ）
- アデランス：（2006年 第6戦スペインGP～同年 シーズンオフ）
- 朝日ソーラー：（2006年 第9戦カナダGP～同年 シーズンオフ）
- タイセイ商工：（2006年 第11戦フランスGP～同年 シーズンオフ）
- 久光製薬（サロンパス）：（2006年 第12戦ドイツGP～同年 シーズンオフ）
- ECC：（2006年 第12戦ドイツGP～同年 シーズンオフ）
- アクサ生命：（2006年 第17戦日本GP、同社の日本法人）
- ビームス：（2006年 第17戦日本GP）
- 日清食品（カップヌードル）：（2006年 第15戦イタリアGP～同年 シーズンオフ、2007年 第15戦日本GP)
- ヴァージン・アトランティック航空： （2006年 第17戦日本GP、2007年 第15戦日本GP、第16戦中国GP、佐藤琢磨の個人スポンサーは継続）
- SS UNITED GROUP：（2007年 テスト～同年 第15戦日本GP） 中華人民共和国（香港）に本拠地を置くとされる自称石油貿易企業

実体のない会社で、2007年8月時点で連絡不能状態となり、ホームページも開設間もなく「リニューアル中」となった。
スポンサー契約後、1度もスポンサー料が支払われなかったが、チームはマシンへのロゴ掲出を継続することで契約履行をアピールした。しかし、日本GPでついにロゴの掲出を止め、ウェブサイトからもリンクが削除された。チームは民事訴訟の提起を検討している。
- パイオニア（carrozzeria）：（2007年 第15戦日本GP～同年 シーズンオフ）
- フォーリーフジャパン：（2007年 第15戦日本GP～同年 シーズンオフ）

## 記憶に残るレース

### 2006年シーズン
【第2戦マレーシアGP】
- 佐藤琢磨が、スタートで順位を上げ、トロ・ロッソやMF1とバトルを繰り広げる。トロ・ロッソのリウッツィとのバトルでは一度抜かれるも、スリップストリームに入り再度抜き返した。このオーバーテイクを見て、伊藤利尋（地上波実況）が「これぞ大和魂！」と叫ぶほどであった。

【第18戦ブラジルGP】
- フリー走行でサードドライバーのフランク・モンタニーが8番手タイムを記録。佐藤琢磨、山本左近共々予選では期待された初のQ2進出は叶わなかったが、決勝レースは1周目から荒れる展開となった。佐藤は1周目終了後には15位、SCが解除後は13位に上がり前を塞ぐライバルがピットイン後はペースが一段と上がった。佐藤が2回目のピットインする前のレース中盤には上位陣と同等あるいは速いタイムで走り10位までポジションアップを果たす。41週目には誰よりも速いラップタイムを記録し、レース終盤には9位のロバート・クビサより速いタイムで走るが順位逆転までは及ばなかった。しかし佐藤は今シーズン、チームにとってはベストの10位フィニッシュを果たし、山本は、レース中のファステストラップとして7位を記録し3戦連続完走でシーズンを締めくくった。

### 2007年シーズン
【第1戦オーストラリアGP】
- 佐藤琢磨がチーム初、そして唯一となる予選Q3進出を果たした。

【第4戦スペインGP】
- 佐藤琢磨が終盤に緊急ピットインをしたルノーのジャンカルロ・フィジケラに競り勝ち8位に入賞し、チームにとっての初ポイントを獲得した。

【第6戦カナダGP】
- 佐藤琢磨は予選ではわずかの差でQ3進出を逃すものの、11位と健闘。決勝ではセーフティカーが4回も導入される荒れたレース展開の中、ミスの無い堅実な走りで順位を着実に上げた。セーフティカーが導入された周に佐藤自身の判断でソフトタイヤに交換し、セーフティカーがコースから離れた直後に給油とハードタイヤへ交換するという作戦（2種類のタイヤを使用するというレギュレーションをクリアしつつ、耐久性の劣るソフトタイヤの使用時間を短くする）が功を奏し、レース終盤でソフトタイヤを傷めてペースが上がらないトヨタのラルフ・シューマッハと、前年度のチャンピオンであるマクラーレンのフェルナンド・アロンソのオーバーテイクに成功。見事6位入賞を果たした。
- アンソニー・デビットソンも決勝で快走し、一時3位まで順位を上げたが、コースを横切った野生のウッドチャックに接触してフロントウィングを破損し、予定外のピットストップを行うアクシデントが発生してしまった。最終的に11位で完走した。

### 2008年シーズン
【第4戦スペインGP】
- 佐藤琢磨は終盤、追突で潰れたノーズのまま、自車より圧倒的に速いレッドブルのデビッド・クルサードを数周に渡って抑え続けた。最終的にはオーバーテイクを許して完走したドライバーの中では最下位の13位に終わったが、その姿は撤退が濃厚と噂されていたスーパーアグリとしての最後の意地でもあった。

## 変遷表
| 年   | 型式            | ドライバー   | 1   | 2   | 3   | 4   | 5   | 6   | 7   | 8   | 9   | 10  | 11  | 12  | 13  | 14  | 15  | 16  | 17  | 18  | 得点 | 順位  |
| 2006 | SA05 SA06 SA06B |              | BHR | MAL | AUS | SMR | EUR | ESP | MON | GBR | CAN | USA | FRA | GER | HUN | TUR | ITA | CHN | JPN | BRA | 0    | 11位  |
| ---- | --------------- | ------------ | --- | --- | --- | --- | --- | --- | --- | --- | --- | --- | --- | --- | --- | --- | --- | --- | --- | --- | ---- | ----- |
| 2006 | SA05 SA06 SA06B | 佐藤         | 18  | 14  | 12  | Ret | Ret | 17  | Ret | 17  | 15  | Ret | Ret | Ret | 13  | NC  | 16  | DSQ | 15  | 10  | 0    | 11位  |
| 2006 | SA05 SA06 SA06B | 井出         | Ret | Ret | 13  | Ret |     |     |     |     |     |     |     |     |     |     |     |     |     |     | 0    | 11位  |
| 2006 | SA05 SA06 SA06B | モンタニー   |     |     |     |     | Ret | Ret | 16  | 18  | Ret | Ret | 16  |     |     |     |     |     |     |     | 0    | 11位  |
| 2006 | SA05 SA06 SA06B | 山本         |     |     |     |     |     |     |     |     |     |     |     | Ret | Ret | Ret | Ret | 16  | 17  | 16  | 0    | 11位  |
| 2007 | SA07            |              | AUS | MAL | BHR | ESP | MON | CAN | USA | FRA | GBR | EUR | HUN | TUR | ITA | BEL | JPN | CHN | BRA |     | 4    | 9位   |
| 2007 | SA07            | 佐藤         | 12  | 13  | Ret | 8   | 17  | 6   | Ret | 16  | 14  | Ret | 15  | 18  | 16  | 15  | 15  | 14  | 12  |     | 4    | 9位   |
| 2007 | SA07            | デビッドソン | 16  | 16  | 16  | 11  | 18  | 11  | 11  | Ret | Ret | 12  | Ret | 14  | 14  | 16  | Ret | Ret | 14  |     | 4    | 9位   |
| 2008 | SA08A           |              | AUS | MAL | BHR | ESP | TUR | MON | CAN | FRA | GBR | GER | HUN | EUR | BEL | ITA | SIN | JPN | CHN | BRA | 0*   | 11位* |
| 2008 | SA08A           | 佐藤         | Ret | 16  | 17  | 13  |     |     |     |     |     |     |     |     |     |     |     |     |     |     | 0*   | 11位* |
| 2008 | SA08A           | デビッドソン | Ret | 15  | 16  | Ret |     |     |     |     |     |     |     |     |     |     |     |     |     |     | 0*   | 11位* |

*シーズン途中で撤退

## ギャラリー
- 2006年 - 2008年

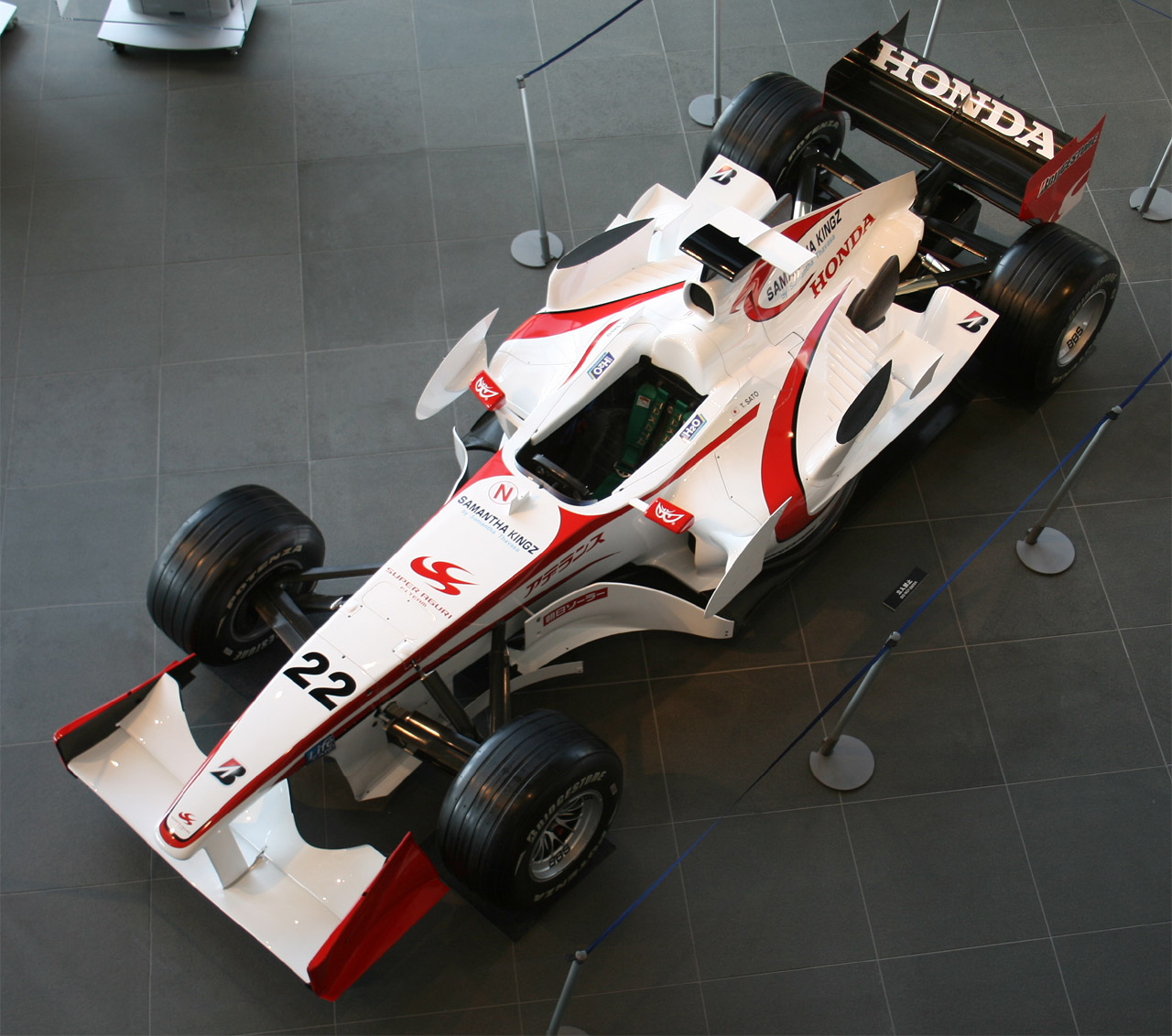
SA05 ホンダ (2006年初めにA23を適合対応)
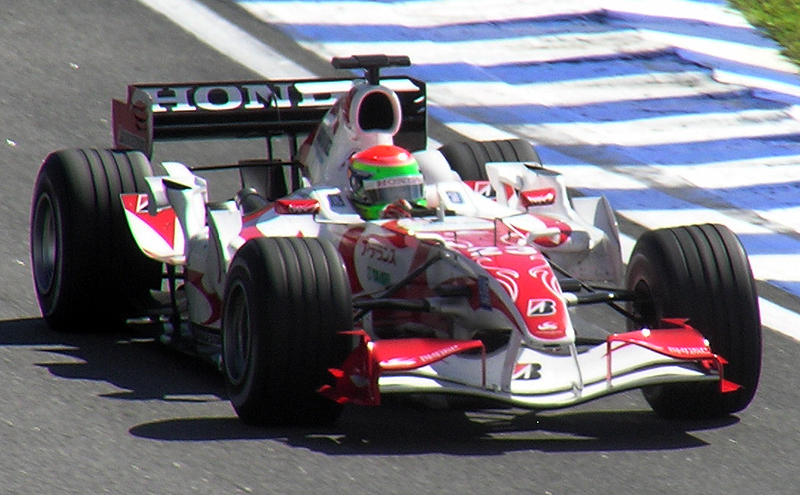
SA06 ホンダ (2006年前半設計の開発用車両)
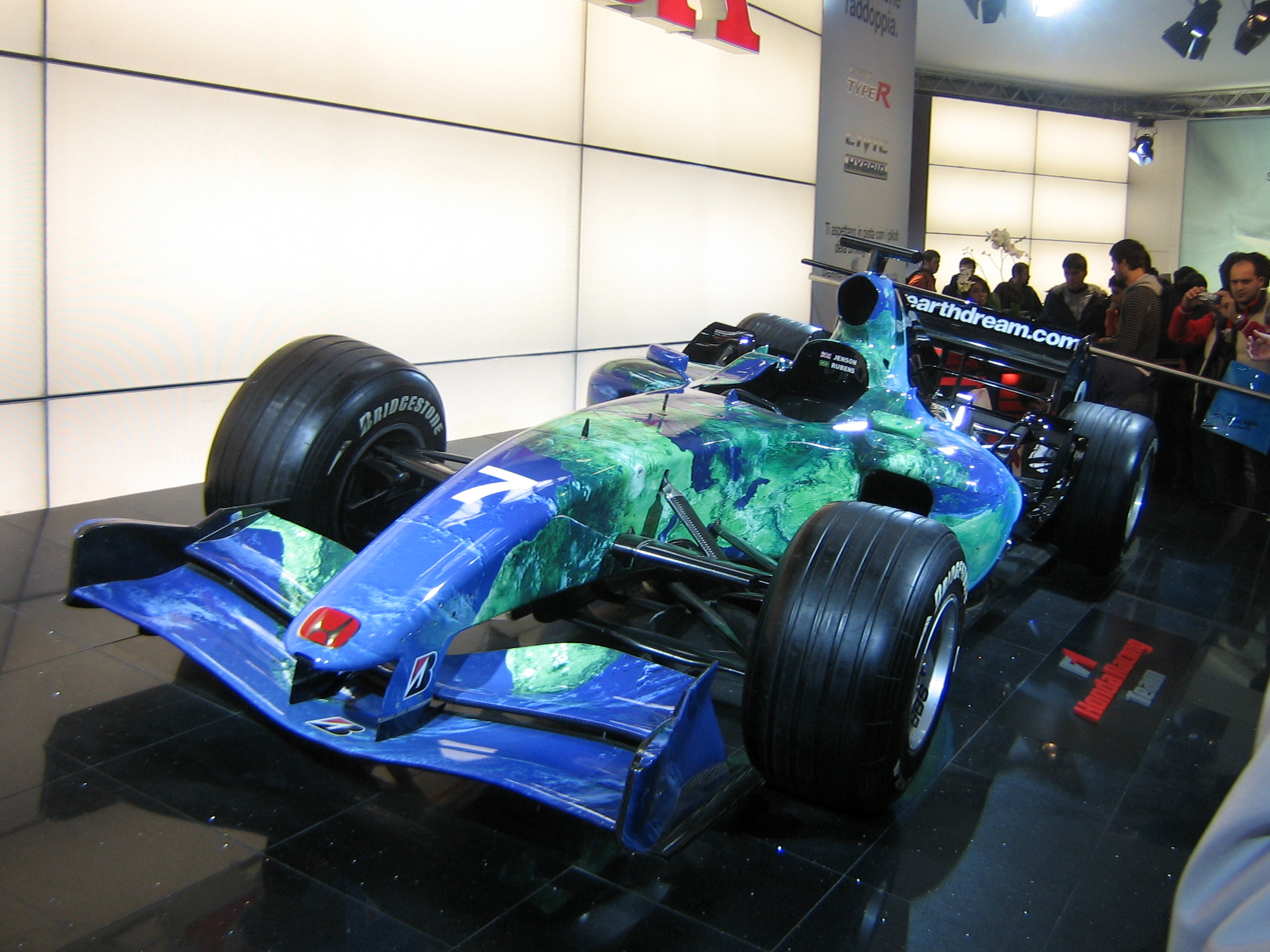
RA107 ホンダ (2006年後半設計車両)
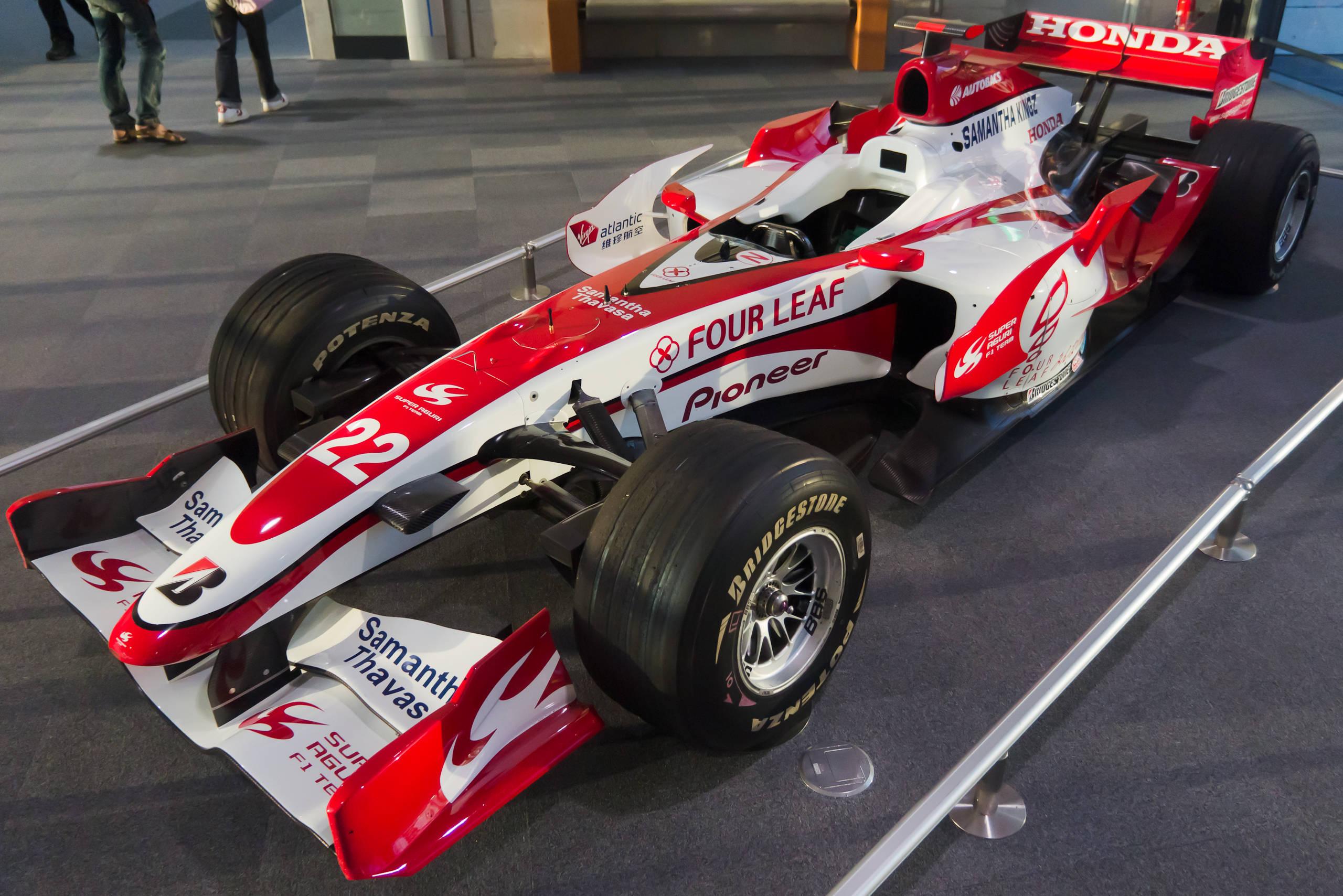
SA07 ホンダ (2007年、RA106を熟成)
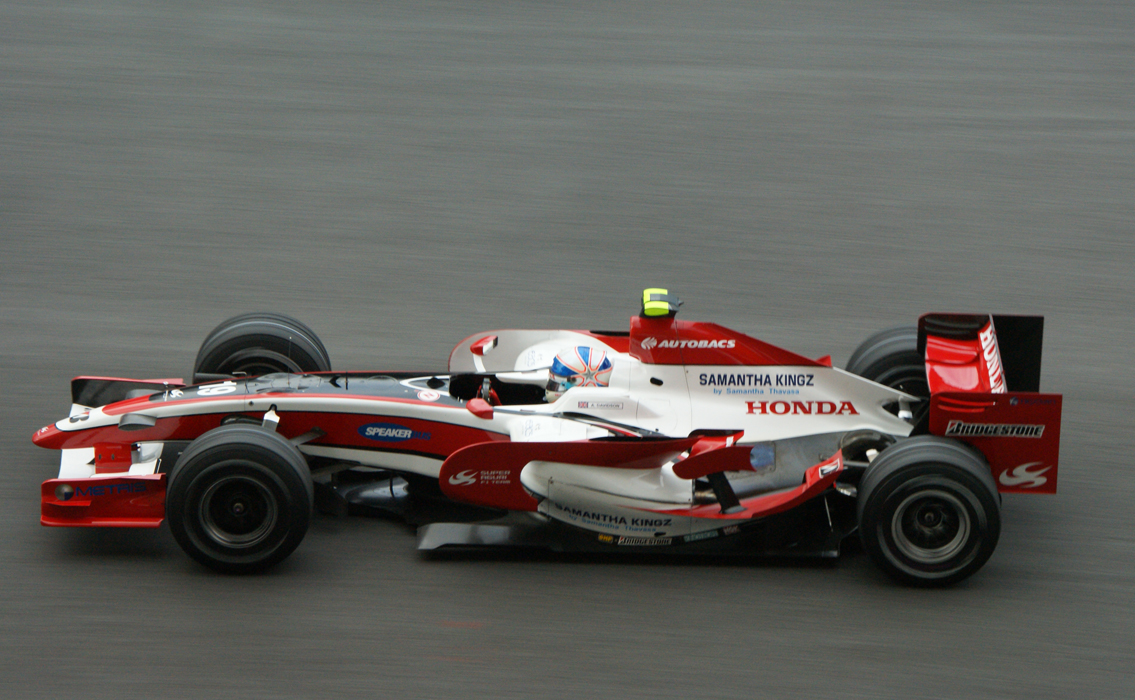
SA08 ホンダ (2008年、SA07を熟成)